# Astragalus rudimentus
Astragalus rudimentus är en ärtväxtart som beskrevs av Maassoumi. Astragalus rudimentus ingår i släktet vedlar, och familjen ärtväxter. Inga underarter finns listade i Catalogue of Life.